# Referencia
Referencia är en kulle i Antarktis. Den ligger i Västantarktis. Argentina, Chile och Storbritannien gör anspråk på området. Toppen på Referencia är 1 034 meter över havet, eller 324 meter över den omgivande terrängen. Bredden vid basen är 8,4 km.
Terrängen runt Referencia är huvudsakligen lite bergig. Trakten är glest befolkad. Närmaste befolkade plats är Bernardo O'Higgins Station, 15,0 kilometer norr om Referencia. 